# Blade: Trinity
Blade: Trinity es la tercera parte de Blade, de la popular saga de películas sobre vampiros estrenada en el año 2004, al igual que en los dos primeros filmes es protagonizada por Wesley Snipes y en esta ocasión,  junto a Kris Kristofferson, Ryan Reynolds, Jessica Biel, Dominic Purcell, Parker Posey y Triple H. Es dirigida por David S. Goyer.
Es la tercera y última película de la serie de películas Blade. La película recaudó $ 128 millones en taquilla en todo el mundo con un presupuesto de $ 65 millones. En Rotten Tomatoes, Blade: Trinity tiene una calificación de aprobación del 25% y un consenso crítico que "parece estar satisfecho para enfatizar el estilo sobre el contenido y volver a dar vida a los temas familiares". Fue seguido por 2006, Blade: la Serie. La película también marca el primer papel de superhéroe de Reynolds, así como la primera colaboración con Marvel Entertainment. Esta película sería el lanzamiento final de la serie cuando Marvel recuperó los derechos de la película para el personaje en 2011. Snipes repitió su papel de Blade en la película de 2024 Deadpool & Wolverine.

## Argumento
Los vampiros investigan una antigua tumba en el desierto de Siria, que creen que pertenece a Drácula, el primer vampiro. Para evitar que Blade interfiera, lo engañan para que asesine a un humano mientras es grabado en video. Posteriormente revelan a los agentes del FBI donde se localiza el escondite de Blade, quienes llevan a cabo una redada donde matan a su mentor y amigo, Abraham Whistler. Desmoralizado, Blade se rinde y es arrestado.
Los familiares de los vampiros han hecho arreglos para que las autoridades les entreguen a Blade, pero es rescatado por Hannibal King y Abigail Whistler, hija de Abraham, quienes invitan a Blade a unirse a su banda de cazadores de vampiros, los Nightstalkers. De ellos, Blade descubre que Danica Talos, una vieja enemiga de King, ha despertado a Drácula, o "Drake", con el objetivo de usar sus poderes para curar a los vampiros de sus debilidades. Como el primero de los vampiros, el ADN de Drake no está contaminado y puede sobrevivir a la luz del sol. Junto con la novedosa munición ultravioleta "Sun dog", los Nightstalkers han creado una arma biológica experimental conocido como Daystar, capaz de matar vampiros a nivel genético. Sin embargo, necesitan una fuente de sangre más pura para que sea efectiva. Como Drake es demasiado poderoso para matar por medios normales, esperan que el virus lo mate y, con su sangre en la mezcla, se asegure que el resto de la especie desaparezca, pero también temen que esto pudiera incluir a Blade.
Ansioso por probar a Blade, Drake lo aísla de los Nightstalkers, ya que los considera indignos de desafiarlo. Él explica que todos los humanos y vampiros son inferiores a sus ojos y que tiene la intención de borrarlos de la Tierra. Abigail encuentra pruebas que los vampiros cooperan con las autoridades para ser la "Solución final" con que deshacerse de vagabundos y cualquier otro tipo de individuos que las autoridades consideren "indeseables": una red de "granjas" donde los humanos son mantenidos en estado de coma para cosechar su sangre para consumo de los vampiros. Cuando se les explica que a los humanos se les indujo una muerte cerebral, Blade desactiva los sistemas de soporte vital de la granja.
Al regresar a la guarida de los Nightstalkers, Abigail y Blade los encuentran a todos muertos, a excepción de King y Zoe, la hija de Sommerfield, ambos cautivos. Una grabación dejada por Sommerfield, la creadora de Daystar, antes de ser asesinada por Drake, revela que la sangre de Drake es todo lo que se necesita para que sea completa y efectiva. King es torturado por los vampiros para obtener información, pero se niega a hablar, incluso cuando amenazan con convertirlo y alimentarlo con la sangre de Zoe.
Blade y Abigail llegan y liberan a los cautivos. Drake finalmente supera a Blade en combate individual y se prepara para matarlo con su propia espada. Abigail dispara la flecha Daystar, pero Drake la atrapa antes que lo golpee. Lo deja caer al piso junto a Blade, sin darse cuenta del peligro que representa para él. En el último segundo, Blade lo apuñala con él, desencadenando una reacción química que completa el virus "Daystar", liberándolo en el aire, el virus se transporta en el aire, matando a Danica y al resto de los vampiros. Mientras Drake sucumbe lentamente a sus heridas y al virus, elogia a Blade por pelear honorablemente, pero le advierte que finalmente sucumbirá a su necesidad de sangre, probando que Blade ya es el nuevo tipo de vampiro y reconociéndolo como el único digno de ser su sucesor.
Usando lo último de su poder, Drake se disfraza como Blade. El FBI recupera el cuerpo y declara que Blade está legalmente muerto (En el corte sin clasificar, mientras el FBI intenta hacer una autopsia en "Blade", Drake vuelve a la vida, matando a varios miembros de la autopsia antes de asomarse amenazante sobre uno de los ayudantes). Hannibal narra que el virus no mató a Blade ya que la mitad humana de su corazón no dejó de latir, solo se ralentizó, lo que lo llevó a entrar en estado de coma hasta que su cuerpo estuvo listo para luchar otra vez. Blade despierta varios meses después listo para continuar su lucha contra los vampiros.

## Elenco
| Actor                | Personaje           | Doblaje México          |
| -------------------- | ------------------- | ----------------------- |
| Wesley Snipes        | Eric Brooks / Blade | Urike Aragón            |
| Kris Kristofferson   | Abraham Whistler    | Rubén Moya              |
| Dominic Purcell      | Drácula/Drake       | Gerardo García          |
| Jessica Biel         | Abigail Whistler    | Xóchitl Ugarte          |
| Ryan Reynolds        | Hannibal King       | René García             |
| Parker Posey         | Danica Talos        | Gabriela Gómez          |
| Mark Berry           | Martin Vreede       | Eduardo Fonseca         |
| John Michael Higgins | Dr. Edgar Vance     |                         |
| Callum Keith Rennie  | Asher Talos         |                         |
| Triple H             | Jarko Grimwood      | Miguel Ángel Ghigliazza |
| Paul Anthony         | Wolfe               |                         |
| Françoise Yip        | Virago              |                         |
| Michael Rawlins      | Wilson Hale         |                         |
| James Remar          | Ray Cumberland      | José Luis Orozco        |
| Natasha Lyonne       | Sommerfield         |                         |

## Producción
La primera idea que tuvo el director David S. Goyer para esta película, la trama tenía lugar muchos años después de lo sucedido en la segunda parte de la saga, los vampiros habían conseguido dominar el mundo y los seres humanos eran sus esclavos; Blade era la última esperanza para la humanidad. El lento envejecimiento de Blade se explicaría por su mitad de vampiro. Al final se decidió que la historia era demasiado oscura, y acabó siendo abandonada. (IMDb)
El filme se ha rodado íntegramente en Vancouver (Columbia Británica, Canadá), el mismo lugar donde se rodaron algunas escenas de "Blade". 

## Recepción
El sitio web Rotten Tomatoes le da una calificación de 27% de desaprobación; sobre la base de una suma de 164 reseñas y una calificación 4.4/10 diciendo que "La última película de Blade es cada vez un poco larga en el diente; los críticos la llaman sin sangre, sin brillo, oxidada, y con una variedad de otros juegos de palabras." el portal IMDb y Metacritic, le dan una puntuación de 5.9/10 y 38/100 respectivamente.